# بهي الدين حسن
بهي الدين حسن مدافع عن حقوق الإنسان، مصري الجنسية. أحد مؤسسي حركة حقوق الإنسان المصرية في الثمانينات. يعمل حاليًا كمدير لمركز القاهرة لدراسات حقوق الإنسان الذي شارك في تأسيسه عام 1993  في عام 2014، أضطر حسن لمغادرة مصر بعد تلقيه تهديدات بالقتل بسبب عمله في مجال حقوق الإنسان، وهو يعيش حاليًا في فرنسا. حسن أيضًا صحفي ومحاضر، ألّف وحرر العديد من المقالات، العربية والأجنبية، والأوراق البحثية والكتب حول حقوق الإنسان والتحول الديمقراطي في المنطقة العربية.

## مسيرة العمل في مجال حقوق الإنسان

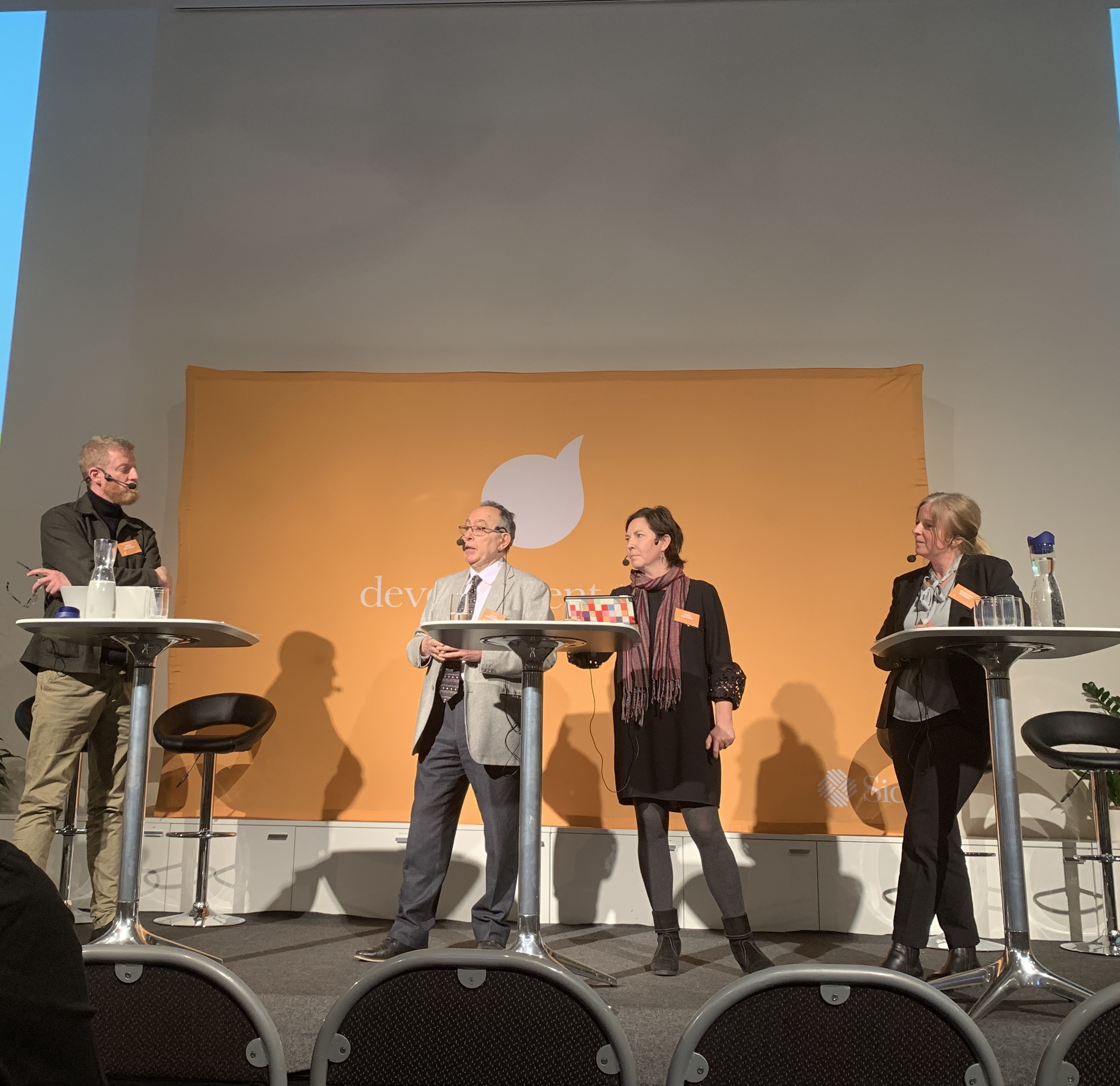
بهي الدين حسن يحاضر في محادثات التنمية في ستوكهولم 2020

بدأ حسن حياته المهنية في مجال حقوق الإنسان في سنة 1983 بعد انضمامه للجنة الحريات بنقابة الصحفيين. وفي عام 1985، أنضم حسن لتأسيس المنظمة المصرية لحقوق الإنسان، التي انُتخب عام 1986 عضوًا في مجلس أمنائها. وقد اختار حسن وقتها تجاهل تحذيرات السلطات المصرية بإغلاق المنظمة اعتبارًا لأن الحكومة المصرية طرف في العديد من اتفاقيات الأمم المتحدة لحقوق الإنسان، وبالتالي فليس لها الحق في المطالبة بإغلاق المنظمة. ومن المفارقة أن منظمات حقوق الإنسان في مصر واجهت التهديدات نفسها عام 2016.
في عام 1988، وبعد نقاش بين أعضاء مجلس أمناء المنظمة المصرية، تلته مشاورات مؤسسية بين الأعضاء حول ما إذا كان ينبغي الاستجابة لتحذيرات السلطات المصرية، تم انتخاب حسن أمينًا عامًا للمنظمة. وقد مثّل ذلك نقطة تحول محورية في خطاب المنظمة ورسالتها، بالإضافة إلى العمل على توثيق الانتهاكات ضد الإسلاميين، والدفاع عن حقوقهم، رغم توجه حسن والمنظمة المصرية العلماني الواضح. وتجدر الإشارة إلى أنه لدى تولي حسن منصب الأمين العام للمنظمة، تم إصدار أول تقرير مفصل حول التعذيب في مصر من طرف منظمة مصرية، كما سجل هذا التوقيت تقديم أولى التقارير والشكاوى من طرف منظمة مصرية غير حكومية إلى الأمم المتحدة. وفي تلك الفترة أيضًا، نشأت علاقات عمل بين حسن وعدد من المدافعين عن حقوق الإنسان البارزين والمفكرين مثل محمد السيد سعيد ونجاد البرعي.
في عام 1993، أسس حسن ومحمد السيد سعيد مركز القاهرة لدراسات حقوق الإنسان كمنظمة غير حكومية، تعمل في مجال حقوق الإنسان، ذات ولاية جغرافية إقليمية في المنطقة العربية. واستندت فلسفة عمل مركز القاهرة على نشر ثقافة حقوق الإنسان في الثقافات المصرية والعربية وترسيخها، بهدف إرساء عملية تغيير تقدمي.
وانطلاقًا من هذه الفلسفة، جاءت أولى أنشطة المركز عام 1994، المدرسة الصيفية السنوية لحقوق الإنسان لطلاب الجامعات، بالإضافة لبرامج أخرى مثل الإسلام السياسي وحقوق الإنسان، وبرنامج الفنون والأدب في مجال حقوق الإنسان. وقد استهدفت هذه الأنشطة بصفة شاملة غرس قيم حقوق الإنسان العالمية وتأصيلها في كافة شرائح المجتمعات والثقافات العربية. وعلى مدى سنوات أشرف حسن على توسع مركز القاهرة من كونه منظمة حقوقية مقرها القاهرة إلى أكبر منظمة عربية إقليمية لحقوق الإنسان، ذات مكاتب تمثلها في القاهرة وتونس وجنيف وبروكسل. وقد تم تكريس مكتبي جنيف وبروكسل كليًا للعمل في مجال المناصرة والحماية الدولية مع الأمم المتحدة والاتحاد الأوروبي.
في عام 2004، وافق حسن مترددًا على الانضمام للمجلس القومي لحقوق الإنسان شبه الحكومي، ولكن بعد فترة من الاضطراب دامت ثلاث سنوات، انتقد خلالها حسن المجلس والحكومة علانية، رفض حسن تجديد عضويته، واستقال علنًا، مسببًا الاستقالة باستمرار عدم استقلالية المجلس القومي لحقوق الإنسان. وبعد الإطاحة بالرئيس الأسبق حسني مبارك وتحت حكم المجلس الأعلى للقوات المسلحة، عُرض على حسن العمل كنائب وزير الداخلية لحقوق لإنسان، إلا أنه رفض المنصب متشككًا في سلامة المسار الديموقراطي في كنف حكم المجلس العسكري. كما رفض العودة للمجلس القومي مرة خلال فترة ولاية الرئيس محمد مرسي وأخرى في ظل الحكومة المدعومة من الجيش في 2013-

## التهديد بالقتل، والنفي، وتجميد الأملاك

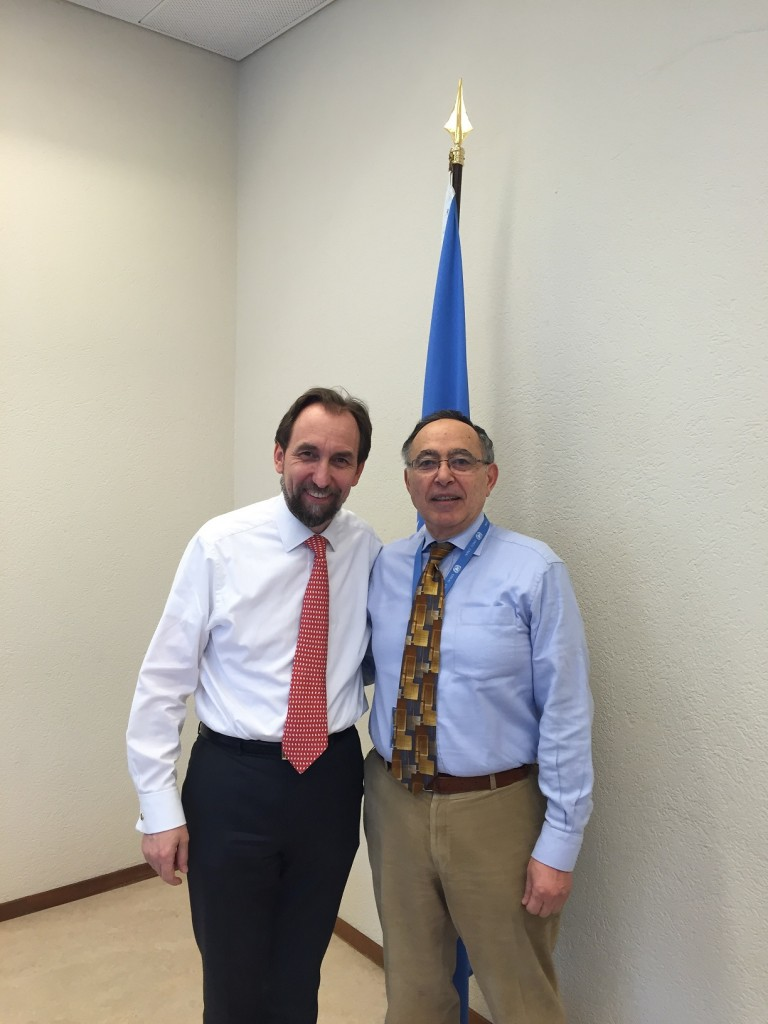
اجتماع بين مفوض الأمم المتحدة السامي لحقوق الإنسان زيد رعد وبهي الدين حسن في جنيف، سويسرا، عام 2016

في 2014، تلقى حسن تهديدًا بالقتل بعد نحو أسبوعين من إعلان عبد الفتاح السيسي رئيسًا لمصر، وذلك بسبب مشاركته في اجتماعات ثنائية مع مسئولين دوليين رفيعي المستوى حول حالة حقوق الإنسان في مصر. ومنذ عام 2014 يعيش بهي الدين حسن بمنفاه في فرنسا، بعدما نصحه العديد من ممثلي المنظمات غير الحكومية والأكاديميين وكبار الدبلوماسيين داخل وخارج مصر، بمن فيهم من الأمم المتحدة، بذلك.
وبسبب عمله في مجال حقوق الإنسان، دعا بعض مقدمو البرامج في وسائل الإعلام المصرية، والمعروفة بصلتها بأجهزة الأمن والسلطات المصرية، إلى "التعامل مع بهي الدين حسن بالطريقة نفسها التي تم التعامل بها مع "الجاسوس الروسي" في إشارة إلى مقتل "سيرجي سكريبال" بغاز الأعصاب في المملكة المتحدة.
في أبريل 2016، علم حسن من وسائل الإعلام أن المحكمة بصدد إصدار قرار بتجميد ممتلكاته وممتلكات زوجته وابنتيه القصر، وابنته الكبرى زوجة الناشط والمدون الشهير علاء عبد الفتاح، وذلك على خلفية قضية التمويل الأجنبي التي تستهدف المنظمات المصرية غير الحكومية المعنية بحقوق الإنسان، رغم عدم إخطاره رسميًا بذلك. بينما كان يقضي علاء عبد الفتاح حكمًا بالسجن لمدة خمس سنوات بسبب مشاركته في مظاهرة احتجاجية على المحاكمة العسكرية للمدنيين

## آراء حول قضاياالشرق الأوسطالمعاصرة

### الربيع العربي
يرى حسن أن الربيع العربي هو نتيجة طبيعية لعقود من القمع والفساد والفشل في بلوغ التطلعات الاجتماعية والسياسية والاقتصادية للشعوب، فضلاً عن عقود من التصدّي لأي اصلاح حقيقي. ويُرجع حالة عدم الاستقرار التي خلّفها الرّبيع العربي وظهور الجماعات الإرهابية في المنطقة إلى الفشل المؤسسي الممتد في البلدان العربية لعقود من الزمن تحت حكم الدكتاتوريين السابقين. ويذكر حسن في العديد من كتاباته أنه طالما لم يتم رفع المظالم التي غذت الربيع العربي ومن دون معالجتها، فإن أي شكل من أشكال الاستقرار المتحقق سيكون وقتيًا. كما دعا حسن إلى إنشاء آلية داخلية للأمم المتحدة لمعالجة الاوضاع في الشرق الأوسط يشرف عليها الأمين العام.

### الإرهاب
يعزو حسن انتشار الإرهاب في المنطقة العربية وبقية العالم، إلى الفشل المستمر في معالجة الأسباب الجذرية للقضية، والاعتماد المفرط على المناهج الأمنية منذ أحداث 11 سبتمبر. ويشير حسن في كتاباته إلى أن الأسباب الجذرية للإرهاب والتطرف تكمن في سوء الحوكمة وتراجع سيادة القانون؛ والتّهميش السّياسي والاجتماعي والاقتصادي؛ وتفشي الانتهاكات الفادحة لحقوق الإنسان؛ والإهمال المستمر للأطر الدولية لحقوق الإنسان والأطر الإنسانية. كما انتقد حسن خطاب المؤسسات الدينية الحكومية العربية، وخاصة جامعة الأزهر والمؤسسات الوهابية باعتبارها تتبنى بعض خطابات المتطرفين، إلى جانب خطاب بعض المؤسسات الدينية الرسمية الأخرى في الدول العربية. ويعتبر حسن أن توظيف الإرهاب من قبل الحكومات الاستبدادية كذريعة للقمع وتضييق الخناق على المعارضة السلمية، واستخدام مناهج معيبة للتعامل مع الإرهاب لن يؤد إلا إلى تفاقم الوضع وزيادة التطرف.

### الإسلام السياسي
يرى حسن، رغم انتقاداته الشديدة لجماعة الإخوان المسلمين المصرية أثناء وقبل تولي الرئيس محمد مرسي حكم مصر في 2013، أن الإسلاميين مجموعات ذات وجهات نظر مختلفة، وبالتالي يعتمد الموقف من كل جماعة إسلامية على حدة من مواقفها تجاه العنف، والديمقراطية والتعددية، فضلاً عن موقفها من الحريات المدنية والحريات الشخصية. كما يعتقد حسن أن مدي تطابق خطاب بعض الجماعات الإسلامية المؤيد للديمقراطية مع الإجراءات والسياسات التي تتخذها، يعد، من بين عوامل أخرى مهمة، أساسيًا في تحديد الموقف منها.

### العلاقات المدنية - العسكرية
يرى حسن أن إصلاح العلاقات المدنية العسكرية في المنطقة العربية يعد شرطًا لتحقيق الاستقرار الدائم في المنطقة. كما أنه يسند بصفة جزئية المكانة التي تحصلت عليها تونس كنموذج نجاح للربيع العربي، إلى الدور الإيجابي الذي لعبه الجيش خلال فترة التحول الديمقراطي.

## العضوية في منظمات أخرى
إلى جانب كونه مديرًا لمركز القاهرة لدراسات حقوق الإنسان، هو عضو مجلس الإدارة واللجنة الاستشارية للعديد من المنظمات الحقوقية، مثل المؤسسة الأورو-متوسطية لدعم المدافعين عن حقوق الإنسان ومكتب الشرق الأوسط وشمال أفريقيا لمنظمة هيومن رايتس ووتش  والمركز الدولي للعدالة الانتقالية. كما يعتبر أحد الأعضاء المؤسسين للمؤسسة الأورو-متوسطية لحماية المدافعين عن حقوق الإنسان والشبكة الأوروبية المتوسطية لحقوق الإنسان.
وهو أيضًا كبير مستشاري المنتدى المصري لحقوق الإنسان.

## الجوائز التي حصل عليها
• جائزة «هيومن رايتس ووتش» السنوية للمدافعين عن حقوق الإنسان (1993)
• الجائزة السنوية لنقابة الصحفيين المصرية (1987)

## الكتب
- تأملات حول حقوق الإنسان قبل الربيع العربي وبعده، كتيب روتليدج لحقوق الإنسان والشرق الأوسط وشمال أفريقيا، إد. أنتوني تشيس، كتيبات روتليدج الدولية 2016
- محاكمة الربيع العربي، «التقرير السنوي لدراسات حقوق الإنسان لعام 2014»، النسخة العربية. بهي الدين حسن، مركز القاهرة 2015
- آفاق حقوق الإنسان بين "الربيع العربي" وخريف" المبكر للإسلام السياسي، في "الام المخاض"، التقرير السنوي 2012، النسخة العربية. بهي الدين حسن، مركز القاهرة 2013
- الربيع العربي: صراع على ثلاث جبهات، في «سقوط الحواجز»، النسخة العربية، بهي الدين حسن، التقرير السنوي، مركز القاهرة لدراسات حقوق الإنسان 2012
- إرساء الديمقراطية - حقوق الإنسان في العالم العربي: التقرير السنوي 2012 (باللغتين العربية والإنجليزية).
- آفاق للانتفاضة الديموقراطية في العالم العربي في «حقوق الإنسان في الشرق الأوسط: الأطر والأهداف والاستراتيجيات.» الدكتور محمود مونشي بوري، بالغريف ماكميلان، الولايات المتحدة الأمريكية، 2011
- سقوط الحواجز - حقوق الإنسان في العالم العربي: التقرير السنوي 2011.
- جذور الثورة - حقوق الإنسان في العالم العربي: التقرير السنوي 2010 (باللغتين العربية والإنجليزية).
- معضلة حقوق الإنسان في مصر: الإرادة السياسية أو الإسلام، إد. حاتم إليسي، بيتر لانغ بوبليشينغ غروب، مجموعة النشر نيو يورك، برلين، أوكسفورد، إت آل. 2010
- مستقبل المنطقة العربية: بين دولة فاشلة ودولة دينية، واحة الإفلات من المحاسبة والعقاب، التقرير السنوي، النسخة العربية. بهي الدين حسن، مركز القاهرة لدراسات حقوق الإنسان 2010
- معضلة حقوق الإنسان بين غياب الإرادة السياسية وأشكال المقاومة الناشئة، من تصدير الإرهاب إلى تصدير القمع: حقوق الإنسان في المنطقة العربية، النسخة العربية. بهي الدين حسن، مركز القاهرة لدراسات حقوق الإنسان 2009
- واحة الإفلات من المحاسبة والعقاب - حقوق الإنسان في العالم العربي: التقرير السنوي 2009: (باللغات العربية والإنجليزية والفرنسية).
- أمة دون مواطنين! التعديلات الدستورية في الميزان: بهي الدين حسن، صلاح عيسى، د. عمرو حمزاوي، د. محمد سيد سعيد، معتز الفيجيري، الدكتورة هويدة عدلي. 2007
- مسألة أخلاقيات حقوق الإنسان: الدفاع عن الإسلاميين، حقوق الإنسان في العالم العربي: أصوات مستقلة، إد. أنتوني تشيس & عمرو حمزاوي، ونيفرزيتي أوف بنسيلفانيا بريس، أوسا، 2006
- الحماية الإقليمية لحقوق الإنسان في الدول العربية، حقوق الإنسان: الحماية الدولية، الرصد، الإنفاذ. جانوس سيمونيدس، ونيسكو 2003
- حقوقنا الآن، وليس غدا - المواثيق الأساسية لحقوق الإنسان: بهي الدين حسن، ومحمد السيد سعيد (الطبعة الرابعة)، مركز القاهرة لدراسات حقوق الإنسان 2003
- الإرهاب وحقوق الإنسان بعد 11 سبتمبر، (باللغة الإنجليزية) 2002
- العرب بين قمع الداخل وظلم الخارج: قدمه وحرره بهي الدين حسن (باللغات العربية والإنجليزية والفرنسية) 2000
- تحديات الحركة العربية لحقوق الإنسان: تحرير بهي الدين حسن (باللغتين العربية والإنجليزية) 1997
- حرية الصحافة من منظور حقوق الإنسان: مقدم من محمد السيد سعيد، حرره بهي الدين حسن 1995

## مقالات باللغة الإنكليزية
●     حقوق الإنسان رسالة كفاحية أم وظيفة؟ مرقع العربي الجديد، 20 أبريل 2020
●     المؤسسة العسكرية المصرية نحو صراع سياسي جديد، موقع كارنيغي للشرق الأوسط- صدى، 09/05/2019
●     لماذا ندفع ضد الانقلاب الدستوري للرئيس السيسي، واشنطن بوست، 20/04/2019
●     مصر: الانقاب الدائم، موقع orientxxi.info 15/04/2019
●     رسالة على الرئيس الفرنسي قبيل زيارته لمصر، نشرت بالفرنسية، موقع orientxxi.info، 27/01/2019
●     الاتحاد الأوروبي مسئول عن أزمة اللاجئين. موقع orientxxi.info، 03/05/2018
●     المؤامرة التي طغت على الانتخابات المصرية، واشنطن بوست، 15/03/2018
●     هل يريد الرئيس المصري حقًا مكافحة الإرهاب؟، نيويورك تايمز،12/04/2017
●     هجوم مصر على المجتمع المدني، صحيفة إنترناشيونال نيويورك تايمز الأسبوعية، 14/10/2016
●     كيف سيذكر التاريخ الرئيس السيسي؟ صحيفة العربي الجديد، 07/10/2016
●     الرئيس السيسي في حرب صليبية مع الجيل، كريم لحديجي وبهي الدين حسن، مدوّنة هافينغتون بوست، 25/01/2016
●     ضدّ الإرهاب، لا سبيل للتقدم دون احترام حقوق الإنسان، موقع جدليّة، يوليو2015
●     الاستبداد أجّج الفوضى في الشرق الأوسط، صحيفة إنترناشيونال نيويورك تايمز الأسبوعية، مايو 2015
●     الفراعنة والخلفاء والمشيرون، صحيفة نيويورك تايمز، 12/02/2014
●     كيف سيتذكر التاريخ الرئيس مرسي؟ صحيفة الأهرام ويكلي، 17/06/2013
●     من المعذّب إلى الطاغية، صحيفة الأهرام ويكلي، 11/04/2013
●     رسالة مفتوحة إلى الرئيس أوباما، صحيفة الأهرام ويكلي، 07/02/2013
●     الوعد الذي أدلى به أوباما في القاهرة، صحيفة انترناشونال نيويورك تايمز، 27/01/2011
●     ما قاله أوباما.. ماذا سمع الشرق الأوسط، الخلاف الكاذب حول الديمقراطية، غرفة النقاش، صحيفة نيويورك تايمز، 04/06/2009
●     دمقرطة ام تفكك؟ صحيفة الأهرام ويكلي، 15/09/200